# Манакін-бородань бразильський
Манакін-бородань бразильський (Corapipo gutturalis) — вид горобцеподібних птахів родини манакінових (Pipridae).

## Поширення
Поширений по всій південній частині Венесуели, Гаяні, Суринаму, Французькій Гвіані та на півночі Бразилії. Мешкає у підліску вологих передгірних лісів на висоті до 1300 м над рівнем моря, віддаючи перевагу горбистим регіонам.